# Saki Tashiro
Saki Tashiro (japanisch 田代さき, Tashiro Saki; * 17. Februar 1991 in Sendai, Präfektur Miyagi) ist eine japanische Tischtennisspielerin.

## Werdegang
Durch starke japanische Konkurrenz war sie seltener auf internationaler Bühne zu sehen, holte jedoch einige internationale Erfolge.
So wurde sie 2014 Vize-Weltmeisterin mit der Mannschaft. Im Finale unterlagen sie China. Bei den Australian Open im selben Jahr gewann sie Gold im Doppel, sowie bei den US Open 2016 Silber im Einzel.
Seit April 2017 wird sie nicht mehr in der ITTF-Weltrangliste geführt.

## Turnierergebnisse
| Verband | Veranstaltung     | Jahr | Ort            | Land | Einzel    | Doppel    | Mixed     | Team |
| ------- | ----------------- | ---- | -------------- | ---- | --------- | --------- | --------- | ---- |
| JPN     | World Tour        | 2016 | Sydney         | AUS  | letzte 64 |           | letzte 32 |      |
| JPN     | World Tour        | 2016 | Stockholm      | SWE  | letzte 64 |           |           |      |
| JPN     | Challenge Series  | 2016 | Washington D.C | USA  | Silber    |           |           |      |
| JPN     | World Tour        | 2015 | Incheon        | KOR  | Qual.     |           |           |      |
| JPN     | World Tour        | 2015 | Linz           | AUT  | Qual.     | letzte 64 |           |      |
| JPN     | World Tour        | 2014 | Sydney         | AUS  |           | Gold      |           |      |
| JPN     | Weltmeisterschaft | 2014 | Tokio          | JPN  |           |           |           | 2    |